# Joseph Deireragea
Joseph Deireragea (ur. 24 lipca 1988) – nauruański bokser, uczestnik Igrzysk Wspólnoty Narodów 2010 oraz srebrny medalista Igrzysk Pacyfiku 2011. 
Podczas Igrzysk Wspólnoty Narodów 2010 wziął udział w zawodach wagi półśredniej. W pierwszej rundzie przegrał z Cypryjczykiem, Michalisem Michaelidisem.